# Resultados do Carnaval de Porto Alegre em 2010
Resultados do Carnaval de Porto Alegre em 2010. A apuração do resultado ocorreu no dia 16 de fevereiro no Complexo Cultural do Porto Seco. A Imperatriz Dona Leopoldina com o enredo, Beth Carvalho, a madrinha do samba da Leopoldina; conquistou seu primeiro título no Grupo Especial na história do carnaval de Porto Alegre.

## Grupo Especial
| Colocação | Escola                        | Pontos | Nota      | Ref.  |
| --------- | ----------------------------- | ------ | --------- | ----- |
| 1º        | Imperatriz Dona Leopoldina    | 239    |           | [ 1 ] |
| 2º        | Estado Maior da Restinga      | 238,8  |           | [ 1 ] |
| 3º        | União da Vila do IAPI         | 238,7  |           | [ 1 ] |
| 4º        | Embaixadores do Ritmo         | 237,9  |           | [ 1 ] |
| 5º        | Imperadores do Samba          | 236,8  |           | [ 1 ] |
| 6º        | Império da Zona Norte         | 236,2  |           | [ 1 ] |
| 7º        | Unidos de Vila Isabel         | 235,9  |           | [ 1 ] |
| 8º        | Bambas da Orgia               | 235,1  |           | [ 1 ] |
| 9º        | Acadêmicos de Gravataí        | 233,7  |           | [ 1 ] |
| 10º       | Império do Sol                | 233,1  |           | [ 1 ] |
| 11º       | Academia de Samba Praiana     | 226,8  |           | [ 1 ] |
| 12º       | Acadêmicos de Niterói         | 226,3  | Rebaixada | [ 1 ] |
| 13º       | Protegidos da Princesa Isabel | 222,6  | Rebaixada | [ 1 ] |

## Grupo A
| Colocação | Escola              | Pontos | Nota                         | Ref.        |
| --------- | ------------------- | ------ | ---------------------------- | ----------- |
| 1º        | Academia Samba Puro | 159,2  | Promovida                    | [ 2 ] [ 3 ] |
| 2º        | Realeza             | 155,1  |                              | [ 2 ] [ 3 ] |
| 3º        | Unidos da Vila Mapa | 152    |                              | [ 2 ] [ 3 ] |
| 4º        | Filhos da Candinha  | 149,2  |                              | [ 2 ] [ 3 ] |
| 5º        | Acadêmicos da Orgia | 143,2  | Novo grupo de acesso em 2011 | [ 2 ] [ 3 ] |
| 6º        | Unidos do Capão     | 142,1  | Novo grupo de acesso em 2011 | [ 2 ] [ 3 ] |

## Tribos
| Colocação | Tribo        | Pontos | Ref.  |
| --------- | ------------ | ------ | ----- |
| 1º        | Os Comanches | 155,8  | [ 4 ] |
| 2º        | Guaianazes   | 139,3  | [ 4 ] |